# الدوري الباراغواياني لكرة القدم 2002
الدوري الباراغواياني لكرة القدم 2002 (بالإسبانية: Campeonato Paraguayo de Fútbol 2002)‏ هو الموسم 92 من الدوري الباراغواياني لكرة القدم. كان عدد الأندية المشاركة فيه 10، وفاز فيه نادي ليبرتاد.